# Hanuš Schwaiger

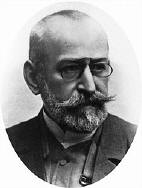
Hanuš Schwaiger

Hanuš Johann Peter Paul Schwaiger (* 28. Juni 1854 in Jindřichův Hradec; † 17. Juni 1912 in Prag) war ein tschechischer Maler, Graphiker und Pädagoge.

## Leben

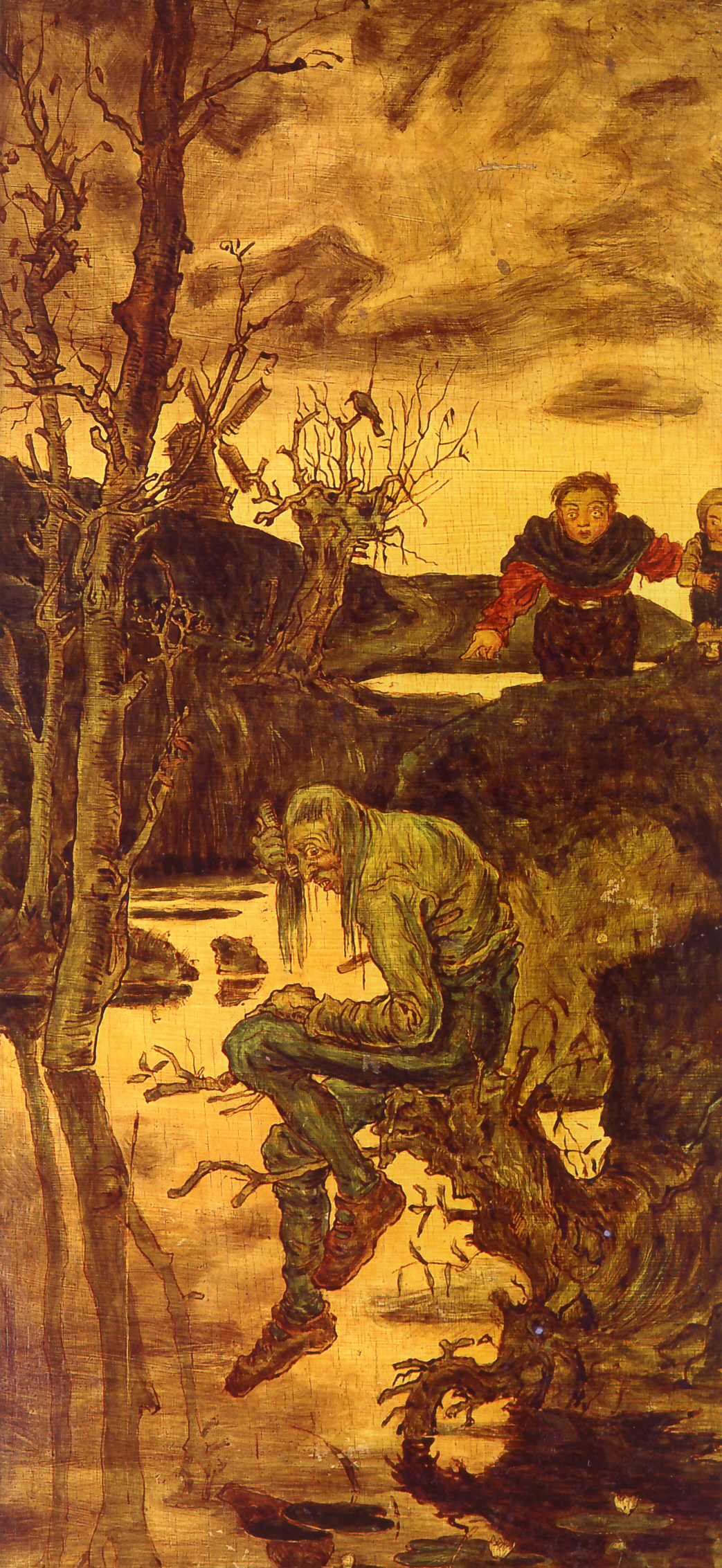
Der Wassermann (1886), Sammlung Kooperativa

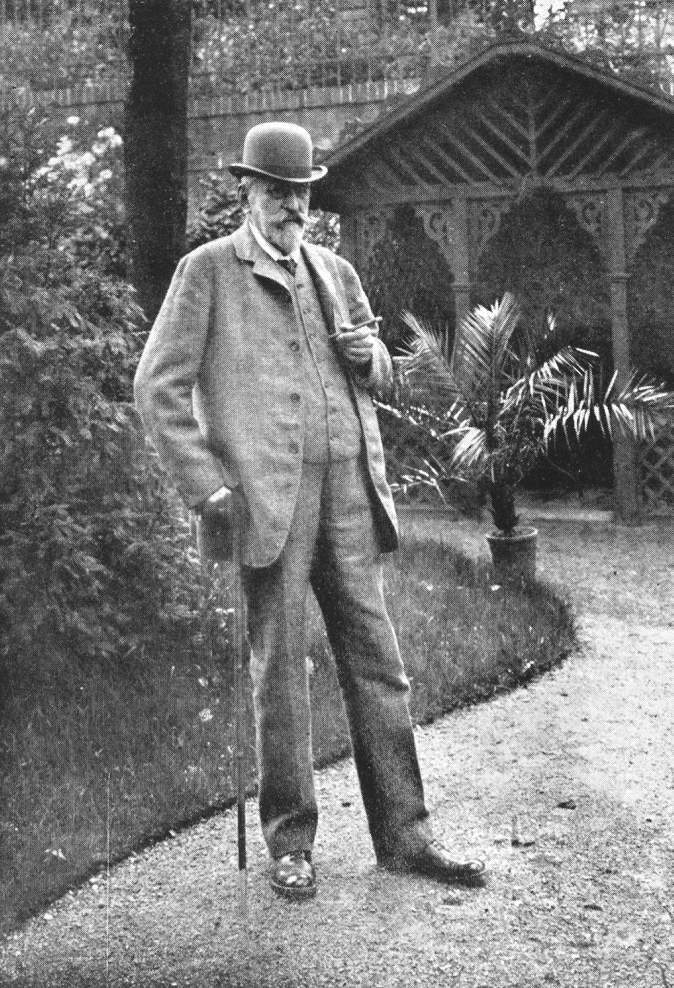
Hanuš Schwaiger um 1911

Schwaiger war der einzige Sohn einer sechsköpfigen jüdischen Familie. Sein Vater war ein vermögender Eisenhändler, die fünf Jahre ältere Mutter stammte ebenfalls aus einer Großhändlerfamilie. Als Kind war er sehr sensibel, besuchte seit 1865 das Gymnasium in Neuhaus (Jindřichův Hradec), verließ es aber wegen unterdurchschnittlicher Leistungen nach ein paar Jahren und wechselte auf die Realschule nach Budweis. Hier ließen die Leistungen weiter nach, er fand jedoch in seinem Kunstlehrer einen Förderer. 1873 begann er auf Wunsch seines Vaters mit dem Studium an der Wiener Handelsakademie. Die inzwischen von seinem Pädagogen in ihm geweckte Liebe zum Malen war jedoch stärker und er besuchte die dortige Kunstakademie. Die Eltern holten ihn daraufhin nach Neuhaus zurück und beschäftigten ihn in der eigenen Firma. Aber auch hier ging Schwaiger weiterhin seinem Hobby nach. Sobald der Vater außerhalb des Hauses war, verzog er sich auf den Speicher und malte.
1874 kehrte er trotz Widerstands der Familie nach Wien zurück und besuchte die K.K. Akademie der bildenden Künste. Es kam immer wieder zu Auseinandersetzungen mit seinem Vater, der ihm schließlich aber doch das Studium finanzierte. Sein erster Zyklus von Tuschezeichnungen wurde vom Professor Hans Makart gekauft, der Schwaiger damit eine Zeit lang zur finanziellen Unabhängigkeit verhalf. Im Frühjahr 1881 verließ er die Akademie und kehrte verschuldet und mittellos nach Neuhaus zurück. Seit 1883 illustrierte er Märchen. 1888 besuchte Schwaiger die Niederlande. Im Anschluss daran entstanden Bilder und Skizzen der holländischen Städte und Architektur. Auch sein Stil hatte sich geändert. Beeinflusst durch das feuchte Meeresklima nahmen seine Striche weichere Formen an. 1889 kam er einer Einladung des Malers Joža Úprka in die Mährische Slowakei nach. Bei seiner Reise durch das Land lernte er 1890 in Hroznová Lhota seine Lebensgefährtin, die Lehrerin Jožka Kučerová kennen, die er am 4. Februar 1891 heiratete. Im gleichen Jahr musste er die Gegend wieder verlassen, da ihn vermutlich seine Gläubiger aufspürten. Auf Vorschlag seiner Frau zogen sie nach Bistritz am Hostein. Eine Zeit lang wurden sie vom Baron Loudon in einem Forsthaus untergebracht, die Einkünfte reichten aber auch hier meist nicht, um den leeren Magen zu füllen. 1896 besuchte Schwaiger wieder Belgien und Holland, danach Italien. Dort bekam er die Aufgabe, Fresken des Klosters Santuario della Madonna di Lourdes in Verona zu kopieren. Am 19. September 1899 nahm er eine Lehrtätigkeit an der neu gegründeten Technischen Universität Brünn an. Die Arbeit machte ihm keinen Spaß. Zudem spürten ihn seine Gläubiger wieder auf. Aus der Situation half ihm der Schriftsteller Josef Svatopluk Machar, der seine Schulden beglich. Vor der Jahrhundertwende bekam Schwaiger einen Großauftrag von den Brüdern Thonet. Er schuf sechs Aquarelle aus dem Leben in der Fabrik, die an der Weltausstellung in Paris dem Publikum präsentiert wurden. 1902 zogen Schwaigers nach Prag und Hanuš nahm die Stelle eines Professors an der AVU an. Zu seinen berühmten Schülern gehörten unter anderem Otakar Kubín, František Xaver Naske, František Hlavica, Václav Rabas, Rudolf Kremlička, Oldřich Blažíček, Jan Pašek.
1906 erkrankte er an perniziösem (bösartigem) Geschwulst der Zunge, ließ sich erfolgreich operieren und besuchte mit seiner Frau die Niederlande. Nach einigen Jahren kam die Krankheit wieder, er ließ sich wiederholt operieren und teilweise die Zunge herausschneiden. Nach der letzten Operation, bei der ihm die Zunge gänzlich entfernt wurde, verließ er nicht mehr das Krankenbett.

## Werke
Den größten Einfluss auf Schweiger hatten alte holländische Meister, aber auch die niederländische Landschaft, deren Handwerker und Tagesleben. Der Umzug in das Dörfchen Rusava in der Mährischen Walachei motivierte ihn zur Schaffung zahlreicher Landschafts-Ölbilder. Daneben schuf er zahlreiche Märchen- und Buchillustrationen.
- 1879 Tuschezeichnungen Rattenfänger (Krysař).
- 1881 Aquarell Ewiger Jude (Věčný Žid)
- 1881 Täufer (Novokřtěnci)
- 1883 Der Mensch ist da (Člověk je tu)
- 1885 Rübezahl (Krakonoš) sowie Illustrationen zu Märchen von Wilhelm Hauff.
- 1886 Der Wassermann
- 1892 Freske Heiliger Georg am Schloss in Průhonice
- 1896 Lithographie Cyrill und Method
- 1897 Der Lange, der Breite und Scharfsichtige